# Двое: Я и моя тень
«Двое: Я и моя тень» (англ. It Takes Two) — романтическая комедия c участием сестёр Олсен в главных ролях. Вольная экранизация книги «Das doppelte Lottchen» немецкого писателя Эриха Кестнера.

## Сюжет
В Нью-Йорке живёт Аманда Лемон, сирота, мечтающая о любящей семье и своей комнате. В Англии учится Алисса Кэллоуэй, дочка очень состоятельного человека, рано потерявшего жену. С виду у них нет ничего общего, кроме одного — внешности. Девочки похожи, как близняшки, хоть и не являются таковыми.
Алисса приезжает в Америку на каникулы и узнаёт, что папа решил провести время на давно закрытой вилле возле озера (после смерти жены он перестал туда ездить). Девочка наивно думает, что папа готовит для неё праздник. Отец Алиссы Роджер показывает девочке из окна детский лагерь, который основала её покойная мать, а также знакомит дочь с Клариссой, которую Алисса наивно принимает за папину сотрудницу. Но всем надо возвращаться к делам, и девочка остаётся совсем одна: на вилле нет её ровесников для игр, а прислуга занята работой. Неожиданно девочка слышит разговор Клариссы со своим помощником, из которого понимает, что женщина рада смерти её матери и, что она ненавидит этот дом. Она зовёт отца и требует от него объяснений. Роджер не верит дочке, более того, он говорит, что Кларисса не просто его сотрудница, она его невеста. Это приводит девочку в ужас, и она убегает из дома и прячется в лесу. Там её и находит Диана, принявшая девочку за Аманду, она по-матерински с ней разговаривает и зовёт в лагерь играть в футбол. Алисса соглашается. Но выросшая в элитной школе тихая и домашняя девочка не привыкла к таким играм, она кидает мяч и убегает в лес.
Аманда едет на смотрины к потенциальным родителям, Баткисам. В приюте они известны тем, что «коллекционируют» детей, берут всех подряд. Аманда не хочет в эту семью, она мечтает, чтобы её удочерила воспитательница приюта Диана, к которой девочка уже давно относится, как к маме. Диана тоже очень тепло относится к девочке, но не может её забрать: у неё нет мужа и финансов. Диана предлагает Аманде расслабиться и спокойно поехать отдыхать в детский лагерь, куда приют ездит каждый год. В лагере сироты видят огромный особняк по ту сторону озера и распускают слухи, что там живёт призрак. Аманда не верит слухам и решает на спор позвонить в дверь виллы. Неожиданно дверь ей открывает дворецкий, который принял её за сбежавшую Алиссу. Девочка пугается и с визгами убегает в лес.
В лесу девочки сталкиваются друг с другом и знакомятся. Алисса рассказывает новой знакомой про потенциальную мачеху, а также признаётся, что ей понравились Диана и обстановка в лагере. Аманда предлагает подружке поменяться местами, чтобы одна могла насладиться общением со сверстниками и хорошо провести время, а другая пожить в роскоши и избавиться от Клариссы. Алисса соглашается, и девочки решают поменяться обратно на следующий день.
За проведённый день Аманда очень привязывается к Роджеру, а Алисса к — Диане. В назначенный час они встречаются, но не хотят меняться. Теперь у них новый план: воспользоваться отсутствием Клариссы в городе и свести Роджера и Диану. Для этого они решают подстроить несчастный случай на конной прогулке. Сначала всё идёт идеально: взрослые знакомятся и даже начинают испытывать друг к другу симпатию, но всё идёт наперекосяк, когда Кларисса возвращается из города и переносит свадьбу, а Алиссу усыновляют Баткисы и забирают домой, приняв за Аманду. Тогда настоящая Аманда решает действовать — она идёт к Винченцо, дворецкому семьи и сознаётся во всём. Тот находит Диану и объясняет ей ситуацию. Совместными усилиями они находят Алиссу, которую Баткисы используют, как рабыню. Аманда тем временем делает всё, чтобы сорвать свадьбу. Вскоре Диана привозит настоящую дочь Кэллоуэя в церковь. Роджер видит женщину и отменяет свадьбу, он не может жениться на Клариссе, так как любит другую. Девочки вдвоём предстают перед взрослыми и называют друг друга «сестра».

## В ролях
- Эшли Олсен — Алисса Кэллоуэй
- Мэри-Кейт Олсен — Аманда Леммон
- Кёрсти Элли — Диана Берроуз
- Стив Гуттенберг — Роджер Кэллоуэй
- Филип Боско — Винченцо
- Джейн Сиббетт — Кларисса
- Мишель Грисом — Кармен
- ЛаТоня Борсэй — Ванда
- Эрни Грюнвальд — Гарри Баткис
- Эллен Рэй Хенесси — Фанни Баткис

## Приём
Фильм был выпущен 17 ноября 1995 года в Соединённых Штатах и заработал в прокате 19,5 миллионов долларов.
На сайте Rotten Tomatoes фильм имеет рейтинг 8 %, на основании 24 рецензий критиков, со средним баллом 3,9 из 10.
Кевин Томас из Los Angeles Times назвал фильм «предсказуемой, но забавной игрой».
Роджер Эберт назвал его «безобидным и забавным» с «ошеломительно предсказуемым» сюжетом и достойными похвалы актёрскими работами и присудил ему две из четырёх звёзд.
На веб-сайте Parent Previews фильм получил оценку «B» как семейный фильм с «парой плохих слов и небольшим запугиванием детей со стороны плохих парней».